# イラク治安部隊

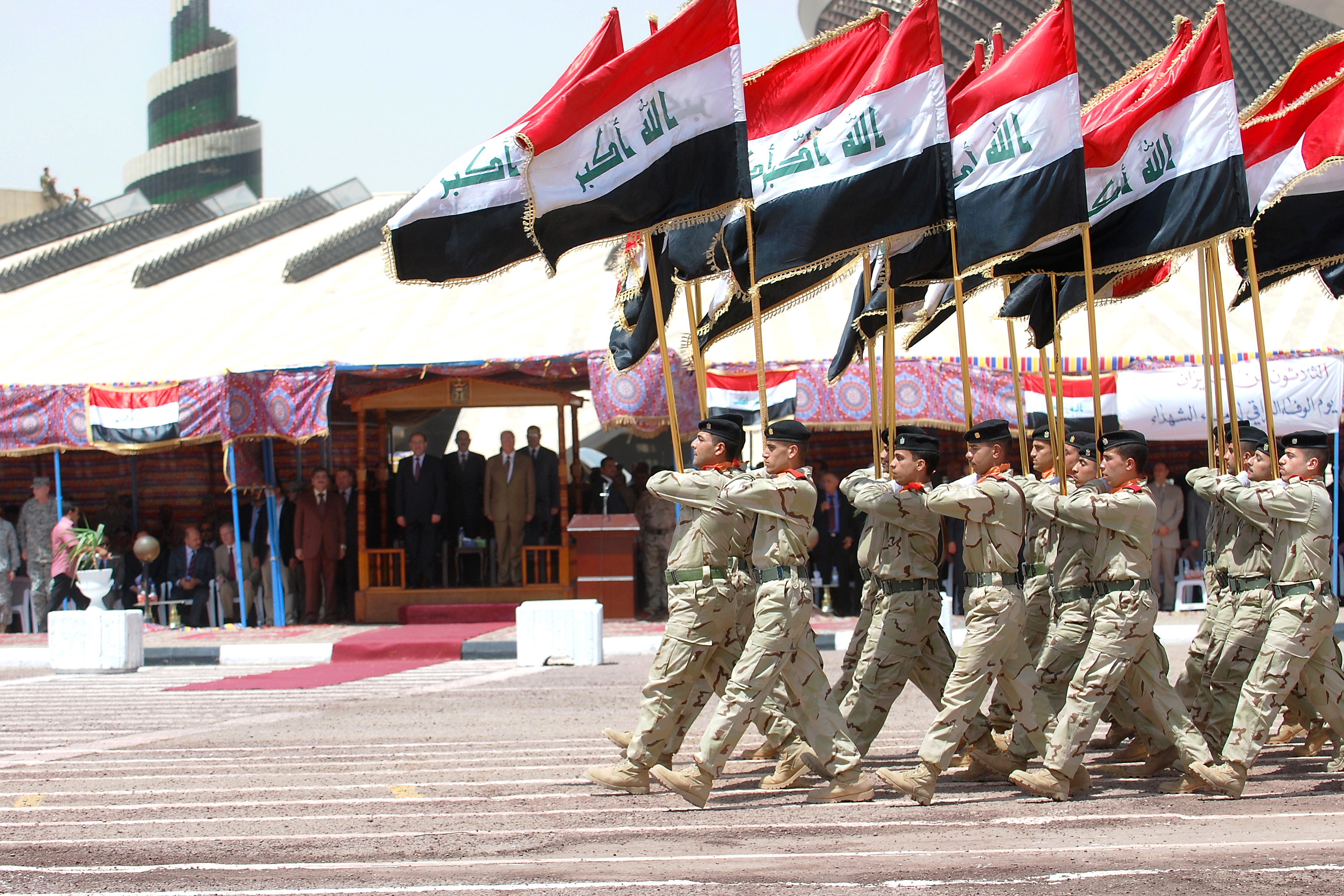
イラク陸軍の兵士

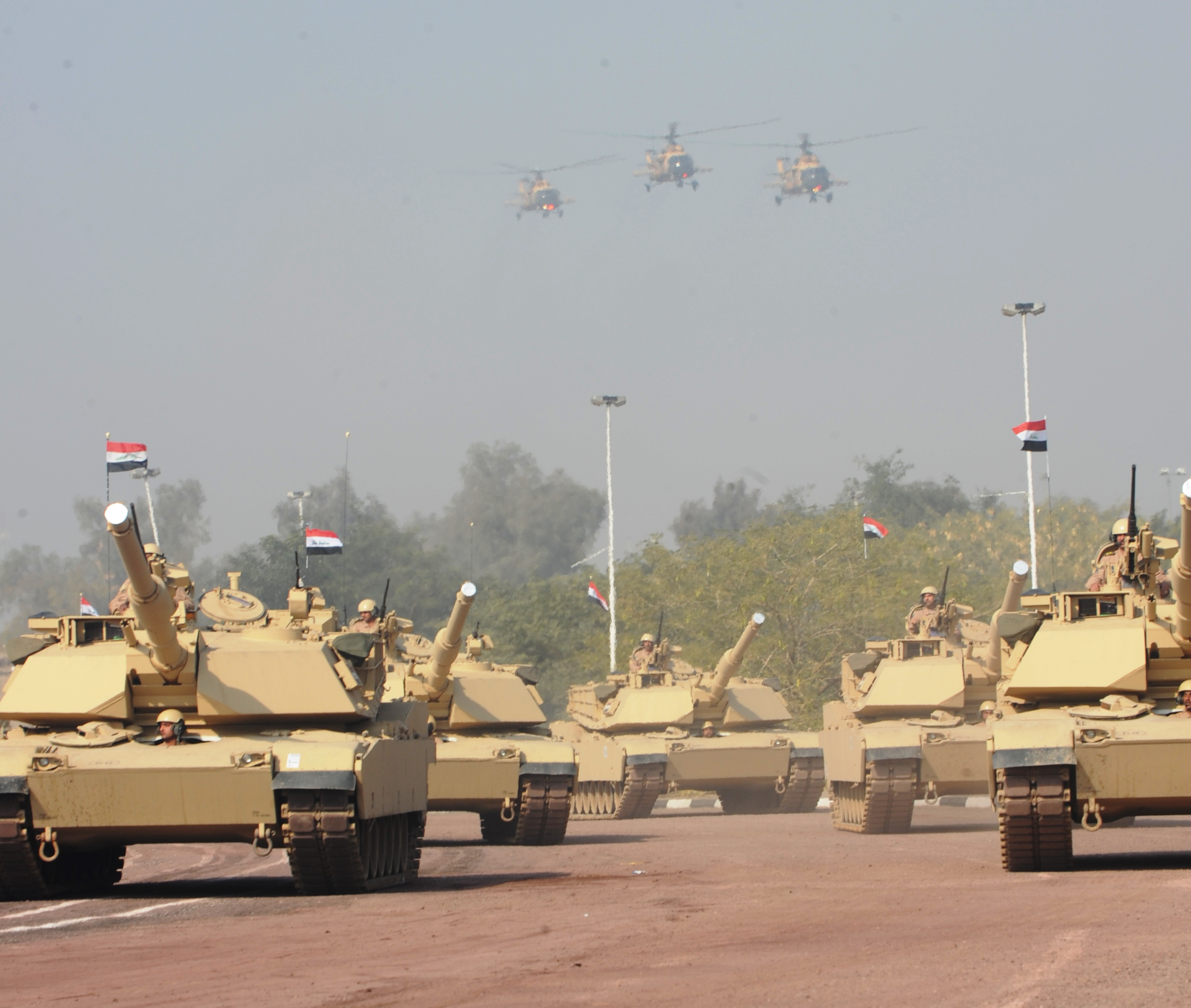
軍記念日の式典における、イラク陸軍のM1A1戦車。後方を飛んでいるのは同空軍のMi-17多目的ヘリコプター。

イラク治安部隊（イラクちあんぶたい、Iraqi security forces）は、イラクの軍隊である。
2003年のイラク戦争における米軍のイラク占領に伴って解体された旧イラク軍に替わって同年編成された。

## 概要
国防省（Ministry of Defense）の管理するイラク軍（Iraqi Armed Forces）、内務省（Ministry of Interior）の管理する警察（イラク警察）・準軍事組織（国境警備隊・連邦警察）、各政府機関の管理する施設警備部隊で構成されている。現在、軍事組織25万6,400人、警察組織34万人、国境警備隊2万8,300人、施設警備部隊15万人および契約警備員（民間軍事会社）2万6,000人の兵力を有する。北部のクルド人自治区はイラク軍とは別に「ペシュメルガ」と呼ばれる民兵組織を保有している。
なお、上記兵力のうち、2014年11月30日には、最低でも5万人が、給与を受け取りながらも兵士として勤務していない「幽霊兵士」である事が分かり、汚職が深刻である。

## 歴史

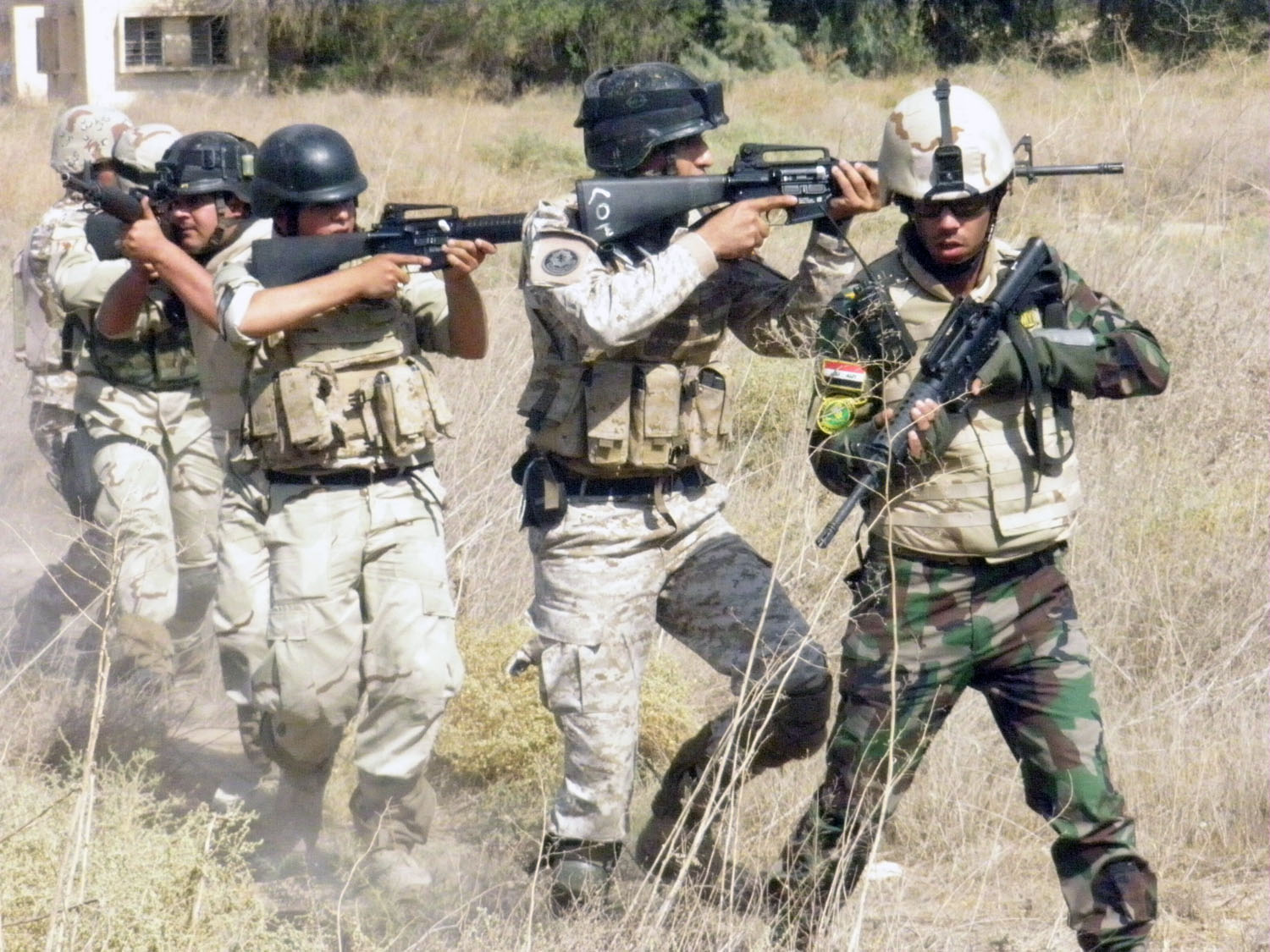
M16自動小銃とM4カービンを構え、建物内での行動要領を訓練するイラク陸軍兵士

かつては中東最強かつ世界第四位の軍事力を有していたイラクであったが、1990年のクウェート侵攻をきっかけとした湾岸戦争によって主要な戦力を失い、その後の経済制裁によって本格的再建もままならず2003年のイラク戦争でサッダーム政権が崩壊した後すぐに警察以外の軍事組織は解体されてしまった。
しかし、終戦後の治安悪化から新しい治安部隊の再建が開始され、2003年度中には軍や警察の戦闘部隊が編成されることとなった。なお、イラク人新兵の教育には外国軍だけでなく民間軍事会社も参加していた。
だが、創設間もない新生イラク軍では武器の横流し、任務に就かない幽霊兵士 (Ghost soldiers) の存在、宗派間の対立、2004年4月に起きたファルージャの戦闘での戦闘拒否、警察や軍の基地や人員の募集施設が自爆テロの標的になるなど多くの問題が発生した。しかし、その後は西側諸国の軍事援助によって質、量ともに強化され、現在では中東でも有数の戦力となっている。
2011年の外国軍撤退後は、イラクの治安維持と国防を自力で担っている。

2014年以降、イラク国内で急速に浸透したISIL勢力との戦闘が激化。アメリカから提供された武器や軍用車両を放り出して敗走し、多くを無傷で鹵獲されるなど失態を多く重ねたため、当時のアメリカ合衆国国防長官から「（イラク軍は）戦闘の意志を見せなかった」と強く批判受けている。しかしながらアメリカ軍による訓練や空爆などの支援を受けつつ徐々に体制を立て直し、2017年7月にはISILの拠点であったモースル奪還を達成する原動力となった。

## 国防省の管理する部隊

### イラク軍
陸海空の三軍で構成される。最高司令官はイラク首相が兼任する。現在の参謀総長はクルド人のババカル・バドルハン・シャウカト・ズィバーリ大将（Babaker Baderkhan Shawkat Zebari）。

#### 陸軍

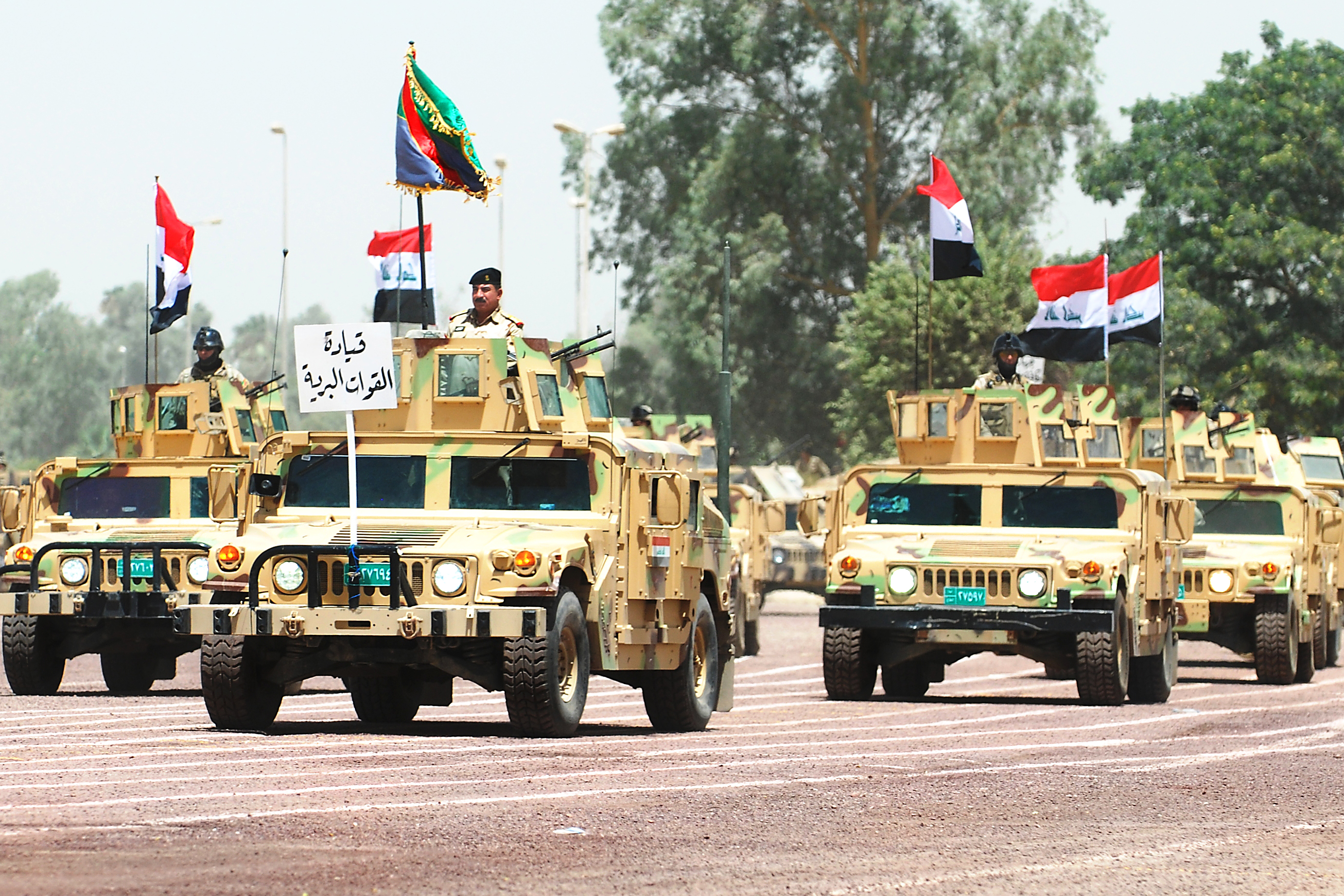
イラク陸軍のハンヴィー

イラク陸軍（Iraqi Army）は、イラク戦争後に三軍の中で一番早く再建され、現在の戦力は13個師団（第13師団が欠番で、第1-第14師団まである）25万3,000人。各師団は4個旅団で編成されている。
保有する装備は創設初期では旧イラク軍から受け継いだソ連や中国製のものが大半であったが、現在は近代化が進み、M16A4、M4A1などのアサルトライフルや、インターセプターボディアーマー、CIRASなどの個人装備が供与され、車両はハンヴィーやMTVR、MRAPの配備が行われている。
戦車に関しては、ソ連製のT-55やT-72に加えてアメリカ製のM1A1戦車140両（最終的に700両の導入を計画）、ロシア製のT-90S戦車を導入している。ちなみにM1エイブラムスは非常に燃費が悪く、相当の兵站を整えねばならないとされる。実際にイラク戦争でも戦車にタンクローリーが追随しており、このような運用ができる軍隊はアメリカのみ。
M1エイブラムスはISILとの戦闘により多数が撃破されたり、鹵獲されている。また、保有しているM1A1、M1A1M、M1A2全てに対して対戦車ミサイル防御力に不満を抱いている。他の武装組織への貸与が禁止されているため運用上の柔軟性を欠く。西側戦車の整備の経験が浅く、品質が維持できないため、稼働率が軒並み急低下しているため、M1エイブラムスはほとんどが保管状態となり実戦に投入できない状態となっている。
上記の観点からT-90S戦車はM1エイブラムスの代替としてロシアから購入された。
兵器購入は欧州米露のみならずウクライナからも行われており、BTR-4歩兵戦闘車420両が配備されている。
2024年韓国より天弓2合わせて8セットを総額28億ドルで購入した。
なおイギリスの国際戦略研究所（IISS）発行『ミリタリー・バランス』によると、2022年時点での装備は以下の通り。
 陸軍装備
| 画像 | 名称                 | 原産国                  | 分類                     | 保有数             | 兵装・備考                                                      |
| ---- | -------------------- | ----------------------- | ------------------------ | ------------------ | --------------------------------------------------------------- |
|      | M1エイブラムス       | アメリカ合衆国          | 主力戦車                 | 約100両            |                                                                 |
|      | T-72                 | ソビエト連邦            | 主力戦車                 | 168両以上          |                                                                 |
|      | T-55                 | ソビエト連邦            | 主力戦車                 | 少なくとも50両以上 | 主力戦車型約50両、装甲回収車型複数、また改造型「VT-55」も保有。 |
|      | T-90                 | ロシア                  | 主力戦車                 | 73両               |                                                                 |
|      | アクレプ             | トルコ                  | 偵察戦闘車               | 約400両            |                                                                 |
|      | BRDM-2               | ソビエト連邦            | 偵察戦闘車               | 18両               |                                                                 |
|      | EE-9                 | ブラジル                | 偵察戦闘車               | 35両               |                                                                 |
|      | BMP-1                | ソビエト連邦            | 歩兵戦闘車               | 約400両            |                                                                 |
|      | BMP-3                | ソビエト連邦            | 歩兵戦闘車               | 約90両             |                                                                 |
|      | BTR-4                | ウクライナ              | 歩兵戦闘車               | 約60両             | 派生型含む。                                                    |
|      | BTR-80               | ソビエト連邦            | 歩兵戦闘車               | 100両              |                                                                 |
|      | M113装甲兵員輸送車   | アメリカ合衆国          | 装甲兵員輸送車           | 計約500両          |                                                                 |
|      | タルハ               | パキスタン              | 装甲兵員輸送車           | 計約500両          |                                                                 |
|      | MT-LB                | ソビエト連邦            | 装甲兵員輸送車           | 約400両            |                                                                 |
|      | TM-170装甲兵員輸送車 | 西ドイツ                | 装甲兵員輸送車           | 12両               |                                                                 |
|      | ケイマン             | アメリカ合衆国          | 装甲兵員輸送車           | 250両              |                                                                 |
|      | ゴレッツM            | ロシア                  | 装甲兵員輸送車           | 不詳               |                                                                 |
|      | ILAV                 | アメリカ合衆国          | 装甲兵員輸送車           | 約400両            |                                                                 |
|      | マンバ装甲兵員輸送車 | 南アフリカ共和国        | 装甲兵員輸送車           | 不詳               |                                                                 |
|      | マックスプロ         | アメリカ合衆国          | 装甲兵員輸送車           | 37両               | 装甲兵員輸送車型30両、装甲回収車型7両。                         |
|      | M-ATV                | アメリカ合衆国          | 装甲兵員輸送車           | 不詳               |                                                                 |
|      | コマンドウ           | アメリカ合衆国          | 装甲兵員輸送車           | 20両               |                                                                 |
|      | BREM-1               | ソビエト連邦            | 装甲回収車               | 180両              |                                                                 |
|      | M88装甲回収車        | アメリカ合衆国          | 装甲回収車               | 35両以上           |                                                                 |
|      | T-54                 | ソビエト連邦            | 装甲回収車               | 不詳               | 現在は戦車から装甲回収車型に改造して使用。                      |
|      | 653式装甲回収車      | 中華人民共和国          | 装甲回収車               | 不詳               |                                                                 |
|      | フクス装甲兵員輸送車 | 西ドイツ                | 化学防護車（として使用） | 20両               | 大量破壊兵器対応型である。                                      |
|      | 9K135                | ロシア                  | 対戦車ミサイル           | 不詳               |                                                                 |
|      | 83式自走砲           | 中華人民共和国          | 自走砲                   | 18両以上           | 自走砲型18両以上、牽引砲型複数保有。                            |
|      | M109自走砲           | アメリカ合衆国          | 自走砲                   | 30両               |                                                                 |
|      | M-46カノン砲         | ソビエト連邦            | 榴弾砲                   | 不詳               |                                                                 |
|      | 59式カノン砲         | 中華人民共和国          | 榴弾砲                   | 不詳               |                                                                 |
|      | D-20榴弾砲           | ソビエト連邦            | 榴弾砲                   | 不詳               |                                                                 |
|      | M198榴弾砲           | アメリカ合衆国          | 榴弾砲                   | 60基以上           |                                                                 |
|      | BM-21                | ソビエト連邦            | 多連装ロケット砲         | 若干両             |                                                                 |
|      | TOS-1                | ソビエト連邦            | 多連装ロケット砲         | 6両以上            |                                                                 |
|      | M252迫撃砲           | イギリス アメリカ合衆国 | 迫撃砲                   | 約500門            |                                                                 |
|      | M120迫撃砲           | イスラエル              | 迫撃砲                   | 約450門            |                                                                 |
|      | M240迫撃砲           | ソビエト連邦            | 迫撃砲                   | 不詳               |                                                                 |
|      | Mi-28                | ソビエト連邦            | 攻撃ヘリコプター         | 15機               |                                                                 |
|      | Mi-24                | ソビエト連邦            | 攻撃ヘリコプター         | 20機以上           |                                                                 |
|      | SA 342               | フランス                | 汎用ヘリコプター         | 4機以上            |                                                                 |
|      | ベル 407             | アメリカ合衆国          | 汎用ヘリコプター         | 35機               | 汎用型ベルIA407が17機、輸送機型ベルT407が18機。                 |
|      | EC 135               | フランス ドイツ         | 汎用ヘリコプター         | 23機               |                                                                 |
|      | Mi-17                | ソビエト連邦            | 汎用ヘリコプター         | 19機               |                                                                 |
|      | OH-58                | アメリカ合衆国          | 観測機                   | 10機               |                                                                 |
|      | UH-1                 | アメリカ合衆国          | 輸送ヘリコプター         | 16機               |                                                                 |
|      | ベル 206             | アメリカ合衆国          | 輸送ヘリコプター         | 10機               |                                                                 |
|      | 彩虹                 | 中華人民共和国          | UCAV                     | 12機               | CH-4型である。                                                  |
|      | 9K114                | ソビエト連邦            | 空対地ミサイル           | 不詳               |                                                                 |
|      | APKWS                | アメリカ合衆国          | 空対地ミサイル           | 不詳               |                                                                 |
|      | HJ-10                | 中華人民共和国          | 空対地ミサイル           | 不詳               |                                                                 |

#### 海軍

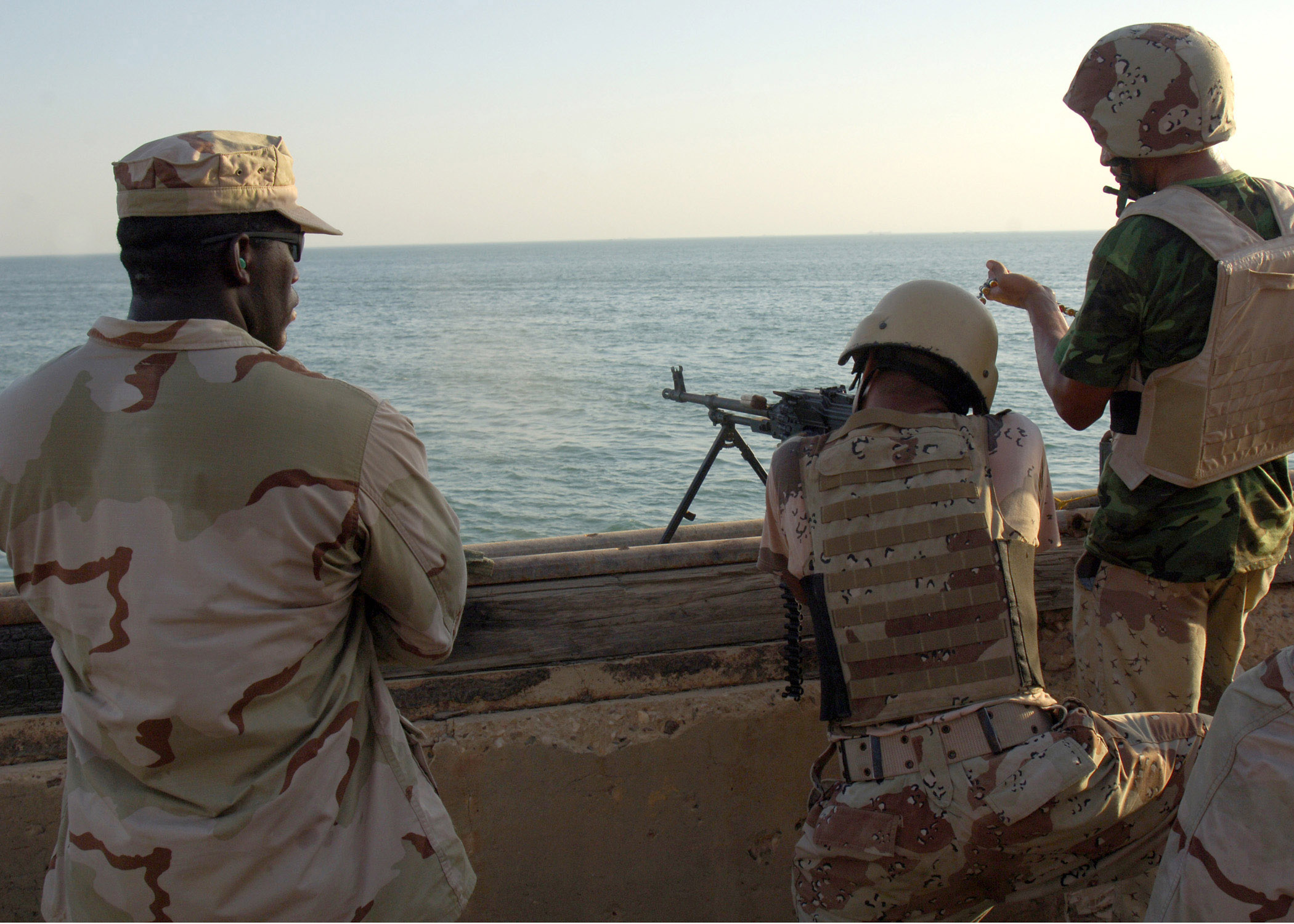
米海軍の指導を受けるイラク海兵隊員

イラク海軍（Iraqi Navy）は、現在800人の海兵隊員を含む1,500人の人員と哨戒艦艇（サエッテアMk.4型哨戒艇×4隻など85隻）を保有している。
哨戒中隊の他に、RHIBを使用する潜水中隊やディフェンダー級の小型ボートを使用するボート中隊なども存在している。
イラク海兵隊は第1海兵旅団としてバスラのログシティを基地に3個大隊と1個補助大隊を保有し、港湾施設を占拠した過激派を掃討する上陸訓練などを受けている。現在、第2海兵旅団が設立されている。
2010年、2,000-2,500人程度に規模が拡大された。また、UAVが導入された。
装備は以下の通り。
 海軍装備
| 画像 | 名称                         | 原産国         | 分類       | 保有数 | 兵装・備考      |
| ---- | ---------------------------- | -------------- | ---------- | ------ | --------------- |
|      | アサド級コルベット           | イタリア       | コルベット | 2隻    | 76mm砲1機搭載。 |
|      | アル・バスラ級支援艦         | アメリカ合衆国 | 補給艦     | 2隻    |                 |
|      | ファタハ級哨戒艇             | イタリア       | 哨戒艦艇   | 4隻    |                 |
|      | スウィフトシップス35型哨戒艇 | アメリカ合衆国 | 巡視船     | 12隻   |                 |
|      | プレデター級哨戒艇           | 中華人民共和国 | 巡視船     | 5隻    |                 |
|      | アル・ファオ級哨戒艇         | イラク         | 巡視船     | 3隻    |                 |
|      | 200型河川哨戒艇              | イタリア       | 巡視艇     | 2隻    |                 |
|      | 2000型河川哨戒艇             | イタリア       | 巡視艇     | 4隻    |                 |

#### 空軍

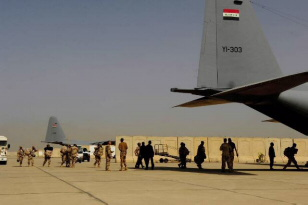
イラク空軍のC-130輸送機

イラク空軍（Iraqi Air Force）は、現在3,000人の人員と86機の航空機を保有している。保有する機体は西側規格の物が多くF-16（主力戦闘機）、C-130輸送機、UH-1汎用ヘリコプターなど。
戦闘機はF-16戦闘機を36機購入しており、その後順次受領開始した。これにより現時点で、F-16C/D型一個飛行隊規模の戦闘機部隊を保持している。一年に10機程度の引き渡しがなされている模様で将来的に自立した防空網を築く為の専属パイロットを、米国内で訓練中である。なお将来的に2020年までには計96機のF-16戦闘機を購入するといわれている。
対地攻撃機に関してはベル 407やMi-35などの攻撃ヘリコプターが少数配備されているが、Mi-28攻撃ヘリやAT-6COIN機はまだ戦力化できていないといわれていたが、一部報道から国内での掃討戦にMi-28攻撃ヘリコプターが実戦投入されているのが確認された。しかし未だに十分な航空戦力を構築しているとは言えず、イラクとシャームのイスラーム国の攻勢に対して有効な打撃を与えられない状態となっている。2014年にはロシアよりSu-25攻撃機を購入するなど、航空戦力の拡充に努めている。また、中国より無人攻撃機の彩虹4を購入し、ISILがイラクの国土の3分の1を支配した2015年からISILを260回攻撃して掃討戦に貢献した。このドローンは後に陸軍に配属された。
2018年には人員1万8,000人と航空機550機まで規模を拡大することを計画しており、さらに2020年までにF-16を96機導入することも計画している。
装備は以下の通り。
 空軍装備
| 画像 | 名称                      | 原産国                  | 分類           | 保有数   | 兵装・備考                   |
| ---- | ------------------------- | ----------------------- | -------------- | -------- | ---------------------------- |
|      | F-16                      | アメリカ合衆国          | 戦闘機         | 34機     |                              |
|      | L-159                     | チェコ                  | 攻撃機         | 11機     |                              |
|      | Su-25                     | ソビエト連邦            | 攻撃機         | 19機     |                              |
|      | セスナ 208                | アメリカ合衆国          | 偵察機         | 7機      | 偵察機型2機、軽輸送機型5機。 |
|      | SB7L-360                  | オーストラリア ヨルダン | 偵察機         | 2機      |                              |
|      | ビーチクラフト キングエア | アメリカ合衆国          | 偵察機         | 7機      | 偵察機型6機、軽輸送機型1機。 |
|      | C-130                     | アメリカ合衆国          | 輸送機         | 9機      |                              |
|      | An-32                     | ソビエト連邦            | 輸送機         | 6機      | 攻撃機型2機含む。            |
|      | セスナ 172                | アメリカ合衆国          | 輸送機         | 8機      |                              |
|      | CH-2000                   | アメリカ合衆国          | 練習機         | 8機      |                              |
|      | ラスタ95                  | ユーゴスラビア          | 練習機         | 10機以上 |                              |
|      | T-6                       | アメリカ合衆国          | 練習機         | 15機     |                              |
|      | T-50                      | 大韓民国                | 練習機         | 24機     |                              |
|      | サイドワインダー          | アメリカ合衆国          | 空対空ミサイル | 不詳     |                              |
|      | スパロー                  | アメリカ合衆国          | 空対空ミサイル | 不詳     |                              |
|      | ヘルファイア              | アメリカ合衆国          | 空対地ミサイル | 不詳     |                              |
|      | ペイブウェイ              | アメリカ合衆国          | 誘導爆弾       | 不詳     |                              |
|      | FT爆弾                    | 中華人民共和国          | 誘導爆弾       | 不詳     |                              |

#### 防空軍
イラク防空軍（Iraqi Air Defence Command）は、湾岸戦争で同国が多大な被害を受けたため創設された。
装備は以下の通り。
 防空軍装備
| 画像 | 名称                 | 原産国         | 分類           | 保有数 | 兵装・備考 |
| ---- | -------------------- | -------------- | -------------- | ------ | ---------- |
|      | パーンツィリ-S1      | ソビエト連邦   | 地対空ミサイル | 24両   |            |
|      | アベンジャーシステム | アメリカ合衆国 | 地対空ミサイル | 不詳   |            |
|      | 9K38 イグラ          | ソビエト連邦   | 地対空ミサイル | 不詳   |            |
|      | ZU-23-2              | ソビエト連邦   | 対空砲         | 不詳   |            |
|      | S-60対空砲           | ソビエト連邦   | 対空砲         | 不詳   |            |

## 内務省の管理する部隊
国内の治安維持を担当する。内務省の長官はモハメド・アリ・ガッバンである。

### イラク警察

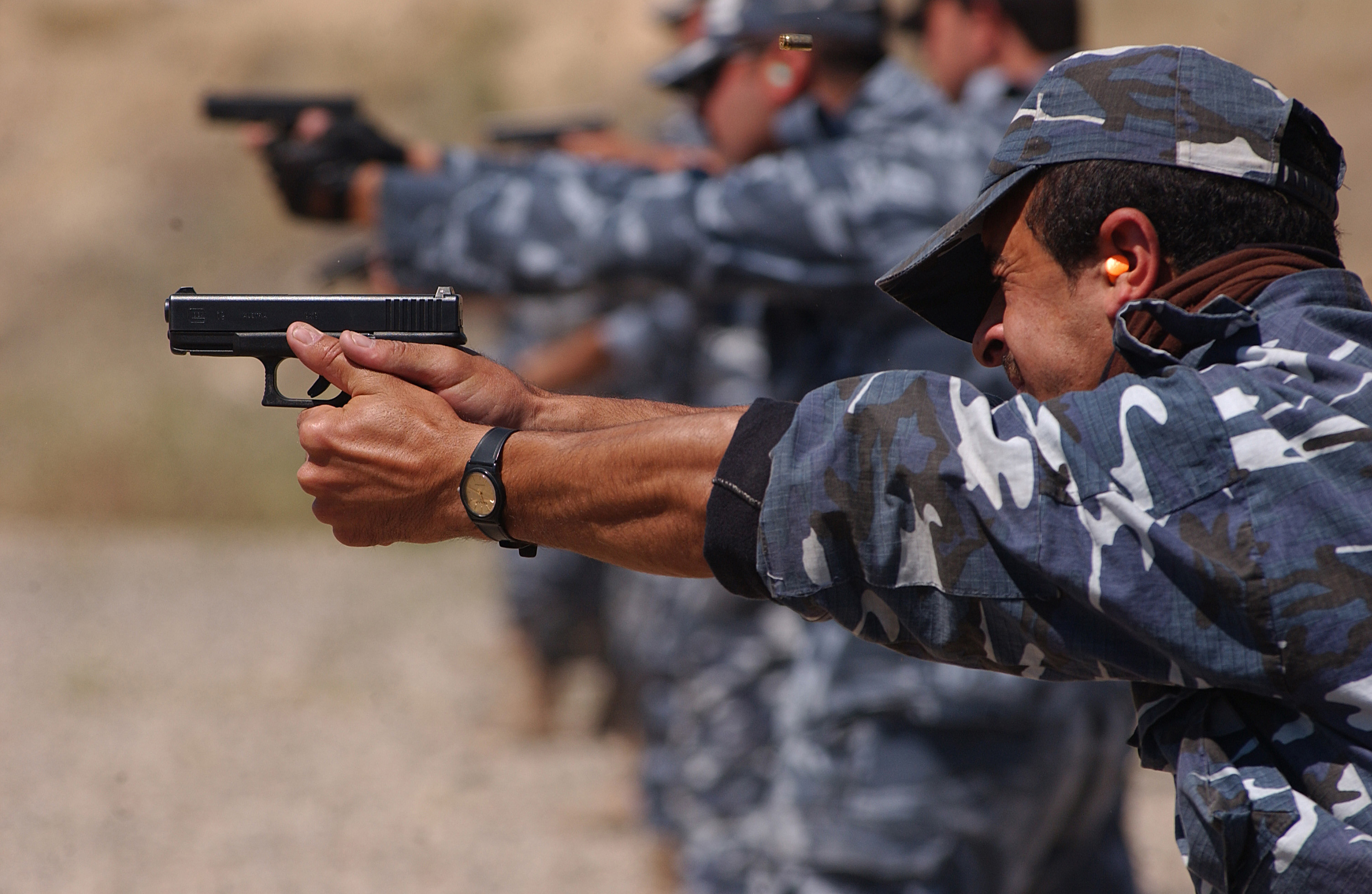
拳銃の射撃訓練を行う警察官

イラク警察（Iraqi Police Service）は、パトロールや犯罪の取り締まりが任務の組織。武装は軍や連邦警察と比べると貧弱だが、グロック19自動拳銃やAK-47などを装備している。連邦警察とあわせ、約34万人の警察官を有する。
また、アメリカ警察のSWATに相当する緊急対応部隊(Emergency Response Unit、ERU)を保有する。

### 連邦警察（準軍事組織）
連邦警察（Federal Police）は、イラク警察と軍のギャップを埋める形で編成されている準軍事組織。AK-47、PKM、RPG-7など重火器で武装しており、軍事作戦にも投入される。2009年に国家警察から改名した。

### 国境警備隊（準軍事組織）
国境警備隊（Department of Border Enforcement）は、イラクの国境・沿岸警備を担当する準軍事組織。2万8,300人で編成されてい
る。

### 特殊警察コマンド
特殊警察コマンド（Special Police Commandos）は「狼旅団(Wolf Brigade)」とも呼ばれる内務省直属の対反乱部隊。2,000人から5,000人ほどで編成されており、テロ容疑者の確保・制圧を任務としている。

## 各政府機関管理の部隊

### 施設警備部隊
施設警備部隊（Facilities Protection Service）は、イラク政府の各機関ごとに施設の警備や要人警護のために編成されている部隊。15万人以上の人員と契約警備員2万6,000人で編成される。